# Форд, Даг
Дуглас Роберт Форд (англ. Douglas Robert Ford; род. 20 ноября 1964, Этобико, Онтарио) — канадский бизнесмен и политик, 26-й и нынешний премьер-министр Онтарио с 29 июня 2018 года. Лидер Прогрессивно-консервативной партии Онтарио. Член Законодательного собрания Онтарио от избирательного округа Этобико-Норт. Брат бывшего мэра Торонто Роба Форда.

## Биография
Дуглас Форд родился в Онтарио. В 1983 году окончил институт Скарлетт-Хайтс.
Он был членом городского совета Торонто с 2010 по 2014 год, кандидат на должность мэра города в 2014 году.
В марте 2018 был избран лидером Прогрессивно-консервативной партии Онтарио. 29 июня 2018 года был приведён к присяге как премьер-министр Онтарио.